# Marc Overmars
Marc Overmars (* 29. März 1973 in Epe-Emst) ist ein ehemaliger niederländischer Fußballspieler und heutiger -funktionär. Er wurde hauptsächlich bei den Go Ahead Eagles ausgebildet und spielte am längsten für Ajax Amsterdam. Der Flügelstürmer wurde mit Ajax dreimal niederländischer sowie mit dem FC Arsenal einmal englischer Landesmeister und holte mit Amsterdam auch das internationale „Triple“ aus Champions-League-, Klubweltmeisterschafts- und UEFA-Super-Cupsieg.

## Karriere
Er spielte während seiner Profilaufbahn in den Niederlanden, England und Spanien. Ebenso war der Linksaußenspieler niederländischer Nationalspieler. Aufgrund seiner Spielweise und seiner Kondition wurde er von seinen Fans nach der gleichnamigen Cartoon-Figur „the Roadrunner“ oder einfach „meep-meep“ genannt.
Im niederländischen Nationalteam absolvierte Marc Overmars 86 Spiele und schoss dabei 17 Tore. Sein erstes Spiel für sein Land absolvierte er am 24. Februar 1993 gegen die Türkei. Sein letztes Spiel war bei der Fußball-Europameisterschaft 2004 in Portugal, die Niederländer verloren gegen den Gastgeber in diesem Halbfinale.
Overmars begann seine Karriere beim niederländischen Verein SV Epe. Er spielte anschließend bei den Go Ahead Eagles Deventer und beim Willem II Tilburg, bevor er in der Saison 1991/92 zu Ajax Amsterdam wechselte.
Marc Overmars war unter dem Trainer Louis van Gaal bei Ajax Amsterdam sehr erfolgreich. Er gewann mit seiner Mannschaft 1995 die Champions League gegen den AC Mailand. 1997 wechselte er von Ajax zum FC Arsenal nach England. Dort harmonierte Overmars sehr gut mit Dennis Bergkamp und gemeinsam schossen sie viele Tore. Für ca. 45 Mio. DM wechselte er im Sommer 2000 von Arsenal zum FC Barcelona, dort beendete er seine Karriere 2004. Am 30. Juni 2004 im EM-Halbfinale spielte Overmars das letzte Mal im Trikot der Nationalmannschaft. Overmars trat am 26. Juli 2004 vom Profifußball zurück. Grund hierfür waren immer wiederkehrende Knieschmerzen, mit denen er heute noch zu kämpfen hat.
Overmars war als technischer Direktor bei Go Ahead Eagles Deventer tätig. In der Saison 2008/09 spielte er noch einmal aktiv Fußball für diesen Verein. Er spielte in der Saison 2009/2010 wieder für den SV Epe als Stand-by Profi, bei dem Verein aus der Tweede klasse zondag begann er seine Karriere.

## Nach der aktiven Karriere
Im Sommer 2010 beendete er seine Karriere und war seitdem Praktikant in der Jugendausbildung des Ajax Amsterdam. Von 2012 bis 2022 war Overmars als Sportdirektor von Ajax Amsterdam tätig. Am 6. Februar 2022 veröffentlichte Ajax eine Stellungnahme, aus welcher hervorging, dass Overmars mit sofortiger Wirkung von seinem Amt zurückgetreten ist. Grund hierfür war das Bekanntwerden von zahlreichen „unangebrachten Nachrichten“, welche der Sportdirektor über einen längeren Zeitraum an verschiedene Mitarbeiterinnen verschickt hat. Overmars äußerte sich, dass er über sein Fehlverhalten beschämt sei.
Am 21. März 2022 wurde die Verpflichtung Overmars' seitens des belgischen Erstligisten Royal Antwerpen bekannt, wo er als technischer Direktor tätig war. In der Spielzeit 2022/23 wurde der Verein das erste Mal seit 66 Jahren wieder belgischer Meister. Aufgrund von „grenzüberschreitenden Verhaltens“ sperrte die FIFA-Disziplinarkommission den Niederländer für „mindestens ein Jahr“ weltweit, weshalb dieser bis auf Weiteres kein Amt im Fußballbereich mehr bekleiden darf.

## WM/EM-Teilnahmen
- WM 1994 in den USA
- WM 1998 in Frankreich
- EM 2000 in den Niederlanden/Belgien
- EM 2004 in Portugal

## Erfolge
- 3 × Niederländischer Meister 1994, 1995, 1996
- 1 × Niederländischer Pokalsieger 1993
- 3 × Niederländischer Supercupgewinner 1993, 1994, 1995
- 1 × Englischer Meister 1998
- 1 × Englischer Pokalsieger 1998
- 1 × Champions-League-Sieger 1995
- 1 × Weltpokal-Sieger 1995
- 1 × UEFA-Super-Cup-Sieger 1995

## Saisonstatistik
| Verein            | Liga             | Saison          | Liga   | Liga | Nat. Pokal | Nat. Pokal | Europapokal | Europapokal | Andere | Andere | Gesamt | Gesamt |
| Verein            | Liga             | Saison          | Spiele | Tore | Spiele     | Tore       | Spiele      | Tore        | Spiele | Tore   | Spiele | Tore   |
| ----------------- | ---------------- | --------------- | ------ | ---- | ---------- | ---------- | ----------- | ----------- | ------ | ------ | ------ | ------ |
| Go Ahead Eagles   | Eerste Divisie   | 1990/91         | 11     | 1    | —          | —          | —           | —           | —      | —      | 1      | 1      |
| Gesamt            | Gesamt           | Gesamt          | 11     | 1    | —          | —          | —           | —           | —      | —      | 11     | 1      |
| Willem II Tilburg | Eredivisie       | 1991/92         | 31     | 1    | —          | —          | —           | —           | —      | —      | 31     | 1      |
| Gesamt            | Gesamt           | Gesamt          | 31     | 1    | —          | —          | —           | —           | —      | —      | 31     | 1      |
| Ajax Amsterdam    | Eredivisie       | 1992/93         | 34     | 3    | 5          | 4          | 8           | 1           | —      | —      | 47     | 8      |
| Ajax Amsterdam    | Eredivisie       | 1993/94         | 34     | 12   | 4          | 0          | 5           | 0           | —      | —      | 43     | 12     |
| Ajax Amsterdam    | Eredivisie       | 1994/95         | 27     | 8    | 3          | 0          | 11          | 1           | —      | —      | 42     | 9      |
| Ajax Amsterdam    | Eredivisie       | 1995/96         | 15     | 11   | —          | —          | 6           | 2           | —      | —      | 21     | 13     |
| Ajax Amsterdam    | Eredivisie       | 1996/97         | 25     | 2    | 1          | 0          | 10          | 0           | —      | —      | 36     | 2      |
| Gesamt            | Gesamt           | Gesamt          | 135    | 36   | 13         | 4          | 40          | 4           | —      | —      | 188    | 44     |
| FC Arsenal        | Premier League   | 1997/98         | 32     | 12   | 12         | 4          | 2           | 0           | —      | —      | 46     | 16     |
| FC Arsenal        | Premier League   | 1998/99         | 37     | 6    | 7          | 4          | 4           | 1           | 1      | 1      | 48     | 12     |
| FC Arsenal        | Premier League   | 1999/00         | 31     | 7    | 2          | 1          | 14          | 5           | —      | —      | 47     | 13     |
| Gesamt            | Gesamt           | Gesamt          | 100    | 25   | 21         | 9          | 20          | 6           | —      | —      | 141    | 41     |
| FC Barcelona      | Primera División | 2000/01         | 31     | 8    | 5          | 0          | 10          | 0           | —      | —      | 46     | 8      |
| FC Barcelona      | Primera División | 2001/02         | 20     | 0    | 1          | 0          | 11          | 1           | —      | —      | 32     | 1      |
| FC Barcelona      | Primera División | 2002/03         | 26     | 6    | —          | —          | 6           | 1           | —      | —      | 32     | 7      |
| FC Barcelona      | Primera División | 2003/04         | 20     | 1    | 3          | 2          | 6           | 1           | —      | —      | 26     | 3      |
| Gesamt            | Gesamt           | Gesamt          | 97     | 15   | 6          | 0          | 33          | 3           | —      | —      | 136    | 19     |
| Go Ahead Eagles   | Eerste Divisie   | 2008/09         | 24     | 0    | —          | —          | —           | —           | —      | —      | 24     | 0      |
| Gesamt            | Gesamt           | Gesamt          | 24     | 0    | —          | —          | —           | —           | —      | —      | 24     | 0      |
| Karriere Gesamt   | Karriere Gesamt  | Karriere Gesamt | 398    | 78   | 43         | 15         | 95          | 12          | —      | —      | 536    | 105    |